# Macrophiothrix rhabdota
Macrophiothrix rhabdota is een slangster uit de familie Ophiotrichidae.
De wetenschappelijke naam van de soort werd in 1915 gepubliceerd door Hubert Lyman Clark.